# CD49c
Integrin α-3 (synonym CD49c) ist ein Oberflächenprotein aus der Gruppe der Integrine.

## Eigenschaften
Integrin α-3 ist ein Zelladhäsionsmolekül. Die Isoform 1 wird in vielen Geweben gebildet, die Isoform 2 im Gehirn und im Herzen. Im Gehirn werden beide Isoformen nur auf Zellen der glatten Muskulatur der Gefäße gebildet, während im Herzen die Isoform 1 vor allem von Zellen der glatten Muskulatur und Isoform 2 nur von Endothelzellen der Venen exprimiert wird. Integrin α-3 bildet mit Integrin beta-1 einen heterodimeren Rezeptor für Fibronectin, Laminin, Kollagen, Epiligrin, Thrombospondin und CSPG4. Es ist glykosyliert, palmitoyliert und phosphoryliert. Vermutlich ist Integrin α-3 an der Metastasierung von Tumoren beteiligt.
Mutationen im Integrin α-3 sind an der Entstehung von Epidermolysis bullosa beteiligt.
Integrin α-3 bindet an CD9, FHL2, LGALS8, und TSPAN4.